# Figura serpentinata
 (septembre 2021).

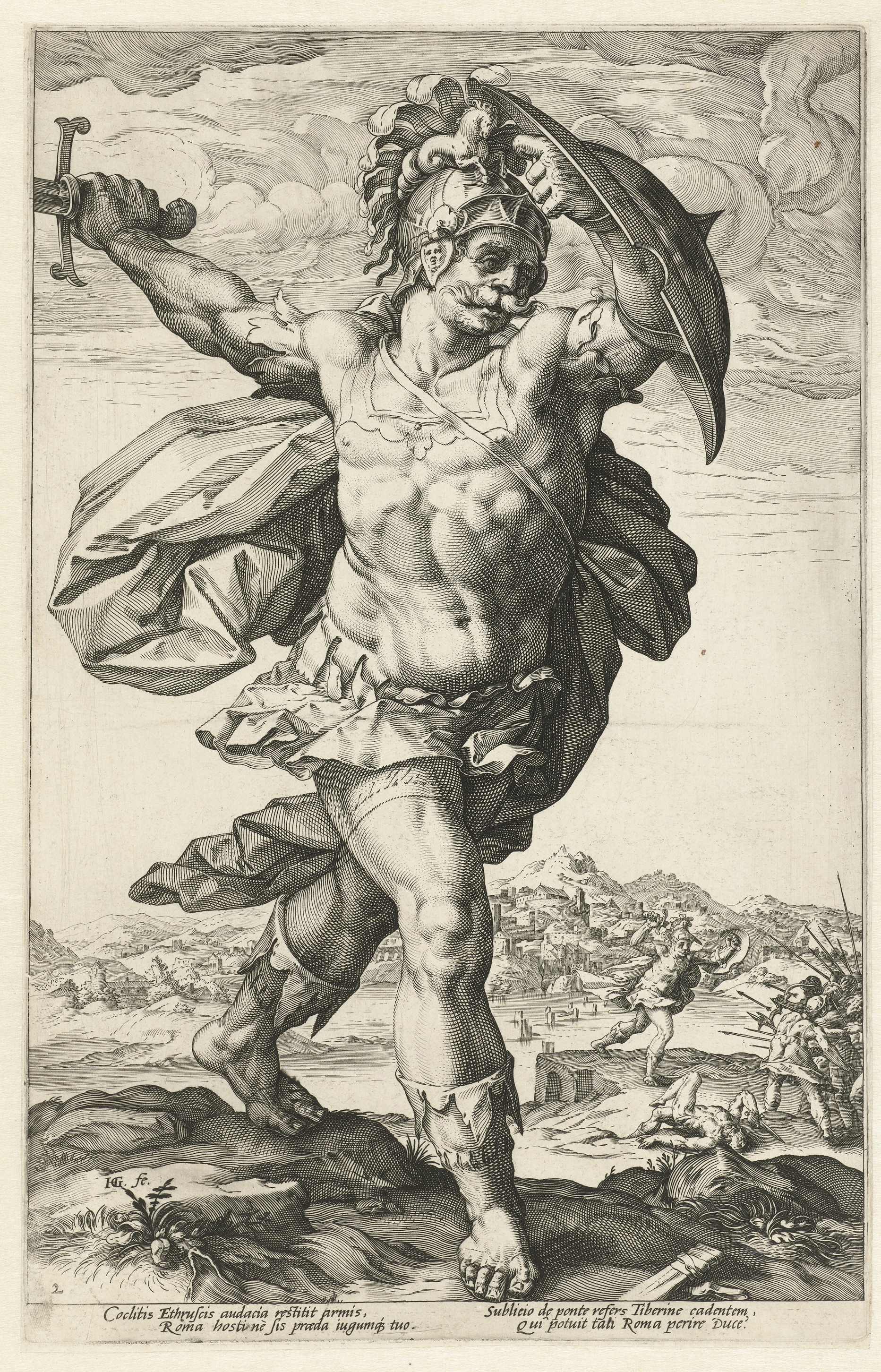
Horatius Coclès par Hendrik Goltzius. Un exemple de figura serpentinata.

Figura serpentinata (figure ondulée) est un style de peinture et de sculpture typique du  maniérisme. Elle ressemble, mais n'est pas identique au  contrapposto, et représente des figures fréquemment dans une pose en spirale.  Les premiers exemples peuvent être observés dans les œuvres de Léonard de Vinci, Raphaël et Michel-Ange.
Emil Maurer rapporte ce passage du traité Trattato dell’arte della pittura de 1594 du peintre et théoricien Giovanni Paolo Lomazzo (1538–1600), concernant la « figura serpentinata »:
«  La forme idéale recommandée réunit, d'après Lomazzo, les trois qualités suivante : la forme pyramidale, le mouvement serpentinata, et une certaine proportion numérique qui tous trois sont réunies ensemble. En même temps, la primauté revient au moto, c'est-à-dire au mouvement en méandre, alors que la forme pyramidale, dans une proportion précise, doit déterminer l'enveloppe stéréométrique en forme de cône. »

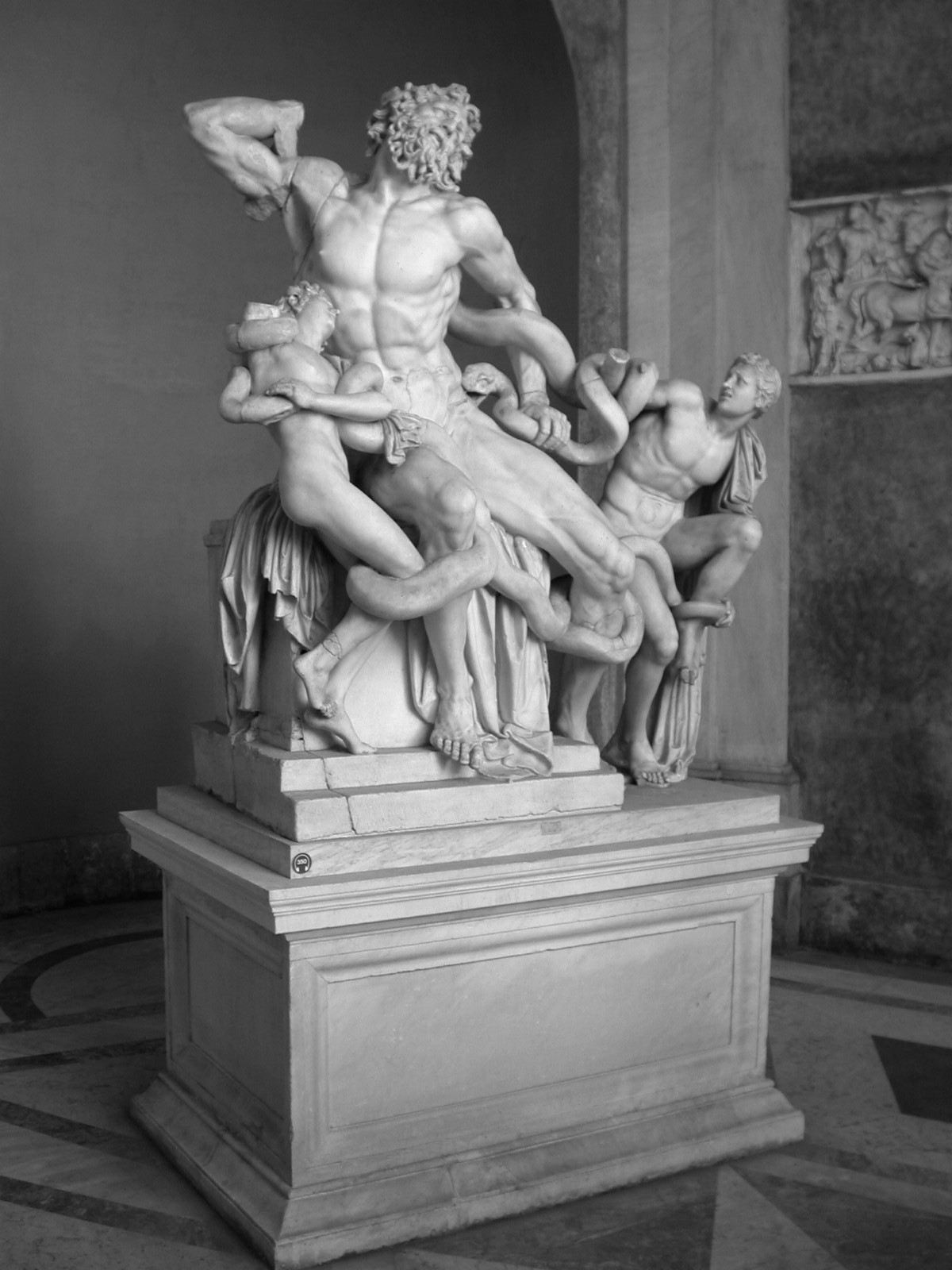
Groupe du Laocoon, dans les Musées du Vatican.

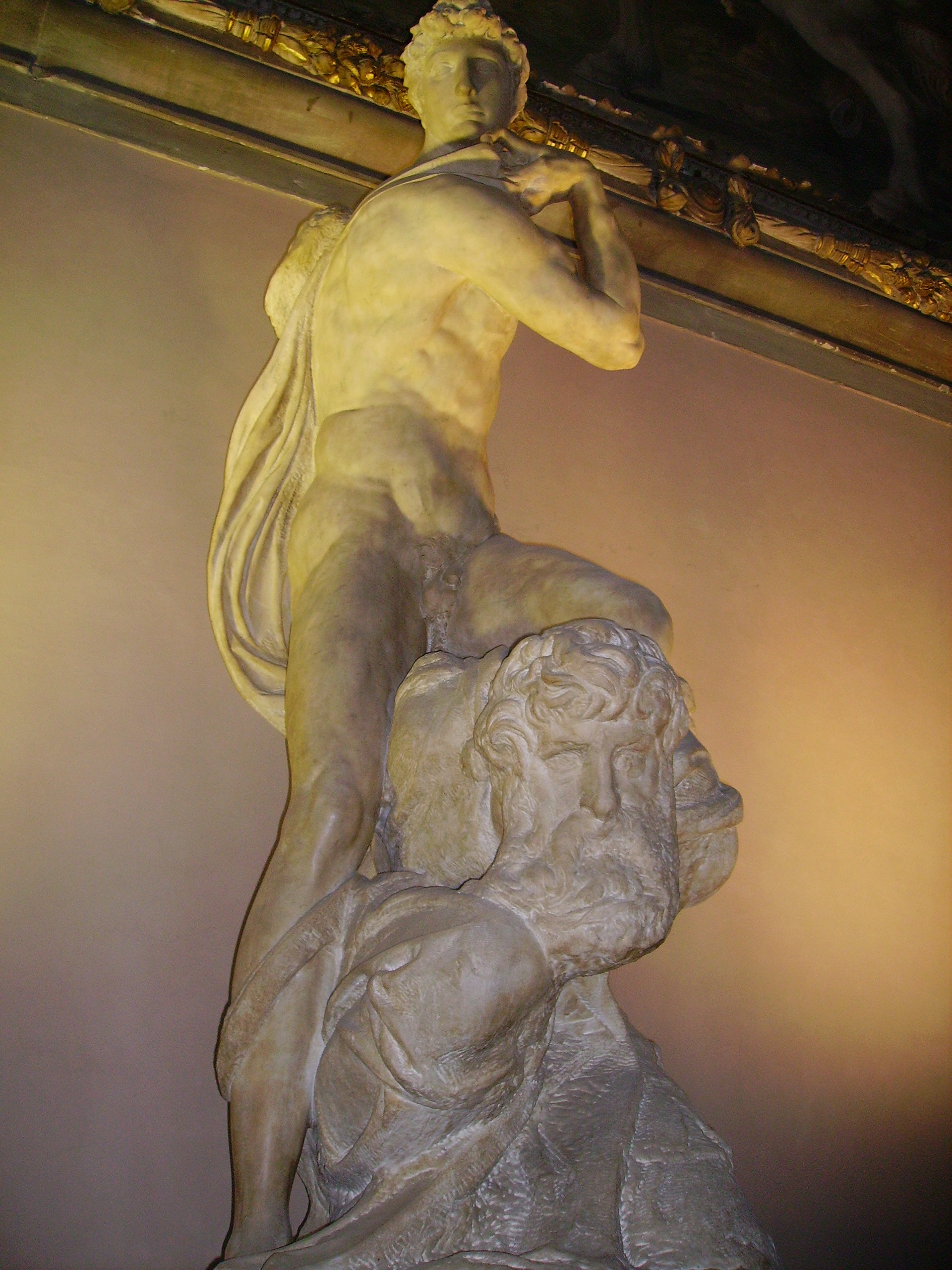
Génie de la Victoire de Michel-Ange.

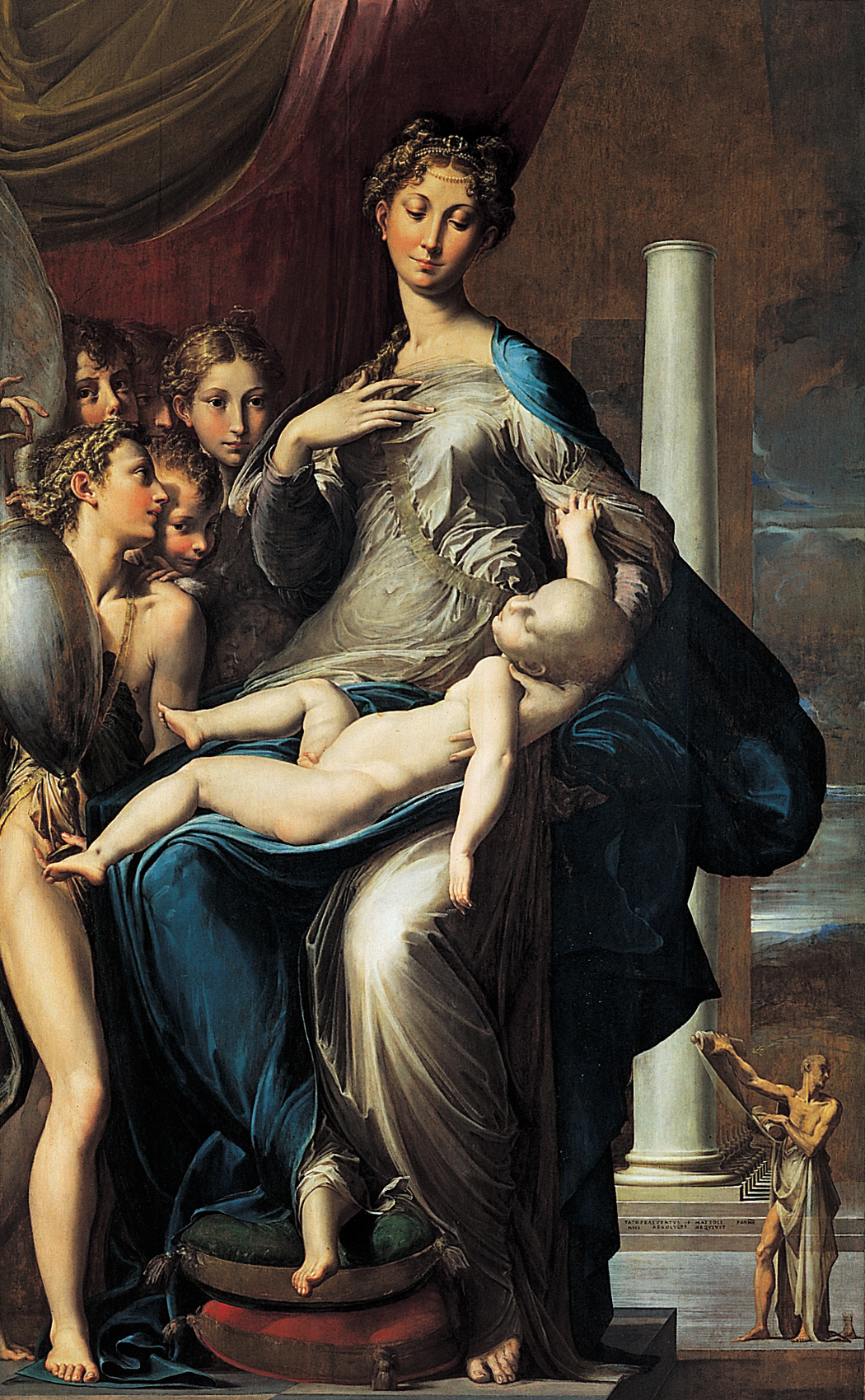
La Vierge au long cou du Parmesan. Typique du style serpentinata en peinture.

Bousquet pense que le style serpentinata est le résultat de la découverte du 
Groupe du Laocoon en 1506, et de son profond impact sur tous les artistes et en particulier  Michel-Ange. John Shearman affirme quant à lui qu'il a été inventé par Michel-Ange, et cite le Génie de la Victoire créé par Michel-Ange pour la tombe du pape Jules II.  Joachim Poeschke considère que le motif de la figura serpentinata chez Michel-Ange est impliqué par le sujet représenté, alors que le Maniérisme le considère pour son style formel, comme L’Enlèvement des Sabines, ou le Mercurio de Giambologna.
Maurer, en revanche, ne peut détecter ce style que rarement dans les œuvres de Michel-Ange, et cite comme pionnier Domenico Beccafumi. Marco Pino, élève de Beccafumi fait un lien entre le style de Beccafumi et ceux de Francesco Salviati, Le Parmesan et peut-être même Michel-Ange, et toute son œuvre est marquée par des motifs en serpentinata. Dans ses Dialogo della Pittura, Marco Pino dit de lui-même que les poses prises par ses figures sont nombreuses et variées, et que tout son travail de recherche tend à trouver une figure unique qui soit complètement et absolument tordue, recherche qui est ambivalente et difficile.
Comme l'écrit Maurer, les peintres sont plus libres que les sculpteurs qui doivent respecter la nature et peuvent moins jouer avec leurs figures. Ainsi les peintres peuvent transformer les figures, les étendre, géométriser, dissoudre, caricaturer, colorer, tordre, selon l'expression et le but du tableau. Le relâchement des normes de la Renaissance et le développement du style serpentinata conduisent, toujours d'après Maurer, à une systématisation des structures serpentinata. Une uniformité se produit, où les figures perdent leur force physique, leur passion, la tension et leur perfection sémantique. Les mouvements apparaissent sans motivation, non pas poussés par la volonté, mais par la simple recherche de la forme. Parfois, les actions également semblent sans force, uniquement soumises à la loi de la gravité et des leviers. 
Le style continue à exercer son influence jusque dans les années 1620, où on le retrouve dans Le Rapt de Proserpine de Bernini.